# Sarinda hentzi
Sarinda hentzi is een spinnensoort in de taxonomische indeling van de springspinnen (Salticidae).
Het dier behoort tot het geslacht Sarinda. De wetenschappelijke naam van de soort werd voor het eerst geldig gepubliceerd in 1913 door Nathan Banks.